# Brigitte Gonthier-Maurin
Pour les articles homonymes, voir Maurin.
Brigitte Gonthier-Maurin est une femme politique française née le 23 avril 1956, membre du Parti communiste français. Elle est sénatrice des Hauts-de-Seine de 2007 à 2017.

## Biographie
Brigitte Gonthier-Maurin est secrétaire départementale de la fédération des Hauts-de-Seine du Parti communiste français de 2004 à février 2013. Elle est également, à partir du 33e congrès (2006) et jusqu'en 2007, membre du Comité exécutif national du PCF, chargée du réseau des secrétaires de section (pôle Vie du parti).
En mars 2005, elle est candidate à l'élection législative partielle dans la 6e circonscription des Hauts-de-Seine (organisée à la suite du départ de Nicolas Sarkozy du gouvernement). Elle obtient 2,6 % et 624 voix, contre 1,18 % et 478 voix en 2002 (4,68 % contre 2,22 % à Puteaux),.
Elle est sénatrice des Hauts-de-Seine de 2007 à 2017, succédant à Roland Muzeau, ce dernier étant élu au poste de député aux élections législatives de juin 2007. Elle est réélue le 25 septembre 2011. Au Sénat, elle est membre de la commission de la culture, de l’éducation et de la communication. 
Elle est présidente de la délégation aux droits des femmes du Sénat de 2011 à 2014.
En juin 2014, elle est reconnue coupable d'avoir bénéficié, entre 1995 et 2003 alors qu'elle est salariée d'EDF depuis 1977, d'un emploi fictif payé par le CE d'EDF, où elle est censée travailler auprès du président Jean Lavielle alors qu'elle exerce ses activités à la fédération du Parti communiste des Hauts-de-Seine. Elle est condamnée à une peine de 10 mois de prison avec sursis,.

## Rapport sur le crédit impôt-recherche
En 2014 est créée au Sénat une commission d'enquête sur le crédit d'impôt recherche. Brigitte Gonthier-Maurin en est nommée rapporteure. Mais à l'issue de ses travaux, la commission vote en 2015 la non-publication du rapport, ce que la sénatrice dénonce en déclarant qu'elle « ne sai[t] pas [si le CIR est détourné de son objectif], mais ce qui est sûr c’est qu’il n’atteint pas l’objectif d’une évolution positive de la R&D »,. Le 14 octobre 2015 elle met en ligne sur le site web du Groupe CRC ses notes personnelles afin, explique-t-elle, « de nourrir le débat à l’occasion de l’examen du projet de loi de finances pour 2016 ».

## Condamnation dans l'affaire du CCAS d'EDF
En 2014, Brigitte Gonthier-Maurin est condamnée à 10 mois de prison avec sursis dans le cadre de l'affaire des détournements de fonds de la Caisse centrale d'activités sociales (CCAS, la structure sociale du comité d'entreprise) d'EDF. Elle a été reconnue coupable d'avoir occupé un emploi fictif auprès du CCAS alors qu'elle travaillait, à la même période, à la fédération du parti communiste des Hauts-de-Seine.